# Vlag van Drachten

Vlag van Drachten

De vlag van Drachten is de vlag van de Nederlandse plaats Drachten, in de Friese gemeente Smallingerland. De vlag werd in de huidige vorm in 1986 geregistreerd.

## Beschrijving
De beschrijving van de vlag is als volgt:
Twee even lange banen: de bovenste rood met daarop de gele windwijzer van de hervormde kerk, te weten drie turven met een kroon van drie fleurons en twee parels, bij elkaar gebonden door banden in "régence"-stijl; de onderste bestaande uit zeven even hoge banen van wit en zwart enzovoorts.
De kleuren zijn afkomstig van het dorpswapen.

## Symboliek
- Windwijzer: ontleend aan de windwijzer van de hervormde kerk.
- Zwarte en witte banen: verwijst naar de vervening van vroeger.

## Zie ook

Wapen van Drachten